# Sœurs de la Croix du Sacré-Cœur de Jésus
Les Sœurs de la Croix du Sacré-Cœur de Jésus forment une congrégation religieuse féminine contemplative de droit pontifical. 

## Histoire
Après avoir fondé l'apostolat de la Croix pour les laïcs, Concepción Cabrera de Armida (1862-1937) fonde le 3 mai 1897 à Mexico la congrégation des sœurs de la Croix du Sacré-Cœur de Jésusdans le but de pratiquer l'adoration perpétuelle et de prier pour les prêtres. Le jour même de la fondation, la communauté est approuvée par Ramón Ibarra y González (es), archevêque de Puebla de los Ángeles.
L'institut reçoit le décret de louange du pape Pie X le 4 février 1910.

## Activité et diffusion
Les sœurs se consacrent à l'adoration du Saint-Sacrement et à la prière pour la sanctification des prêtres ; elles font aussi  le catéchisme et gèrent des maisons pour des retraites spirituelles. 
Elles sont présentes en:
- Europe : Italie , Espagne.
- Amérique du Nord : Mexique, États-Unis.
- Amérique centrale : Costa Rica, Guatemala, Salvador.

La maison-mère est à Mexico. 
En 2017, la congrégation comptait 269 sœurs dans 20 maisons.